# Metastelma alainii
Metastelma alainii är en oleanderväxtart som beskrevs av Acev.-rodr.. Metastelma alainii ingår i släktet Metastelma och familjen oleanderväxter. Inga underarter finns listade i Catalogue of Life.